# Борис Малагурски
Борис Малагурски (на сръбски: Борис Малагурски) е канадски режисьор, сценарист, продуцент и активист от сръбски произход. Той е собственик на продуцентската компания „Malagurski Cinema“, базирана във Ванкувър, Канада.

## Биография
Борис Малагурски е роден на 11 август 1988 година в град Суботица. Син е на син проф. Бранислав Малагурски и Славица Малагурска. През 2005 година емигрира в Канада и прави документален филм за своето напускане на Сърбия, който нарича „The Canada Project“, показан по РТС.

## Филмография
| Година | Филм                                 |
| ------ | ------------------------------------ |
| 2004   | Време е                              |
| 2005   | The Canada Project                   |
| 2007   | Slamarke                             |
| 2009   | Косово: Можете ли да си представите? |
| 2010   | Тегло на веригата                    |
| 2012   | Претпоставка правде                  |

### Филми
- Косово: Можете ли да си представите? в
- Тегло на веригата в